# Долинский сельский совет (Токмакский район)
Долинский сельский совет (укр. Долинська сільська рада) — входит в состав
Токмакского района
Запорожской области
Украины.
Административный центр сельского совета находится в 
с. Долина.

## История
- 1963 — дата образования.

## Населённые пункты совета
- с. Долина
- с. Левадное
- с. Любимовка
- с. Рыбаловка